# کریس شریدان

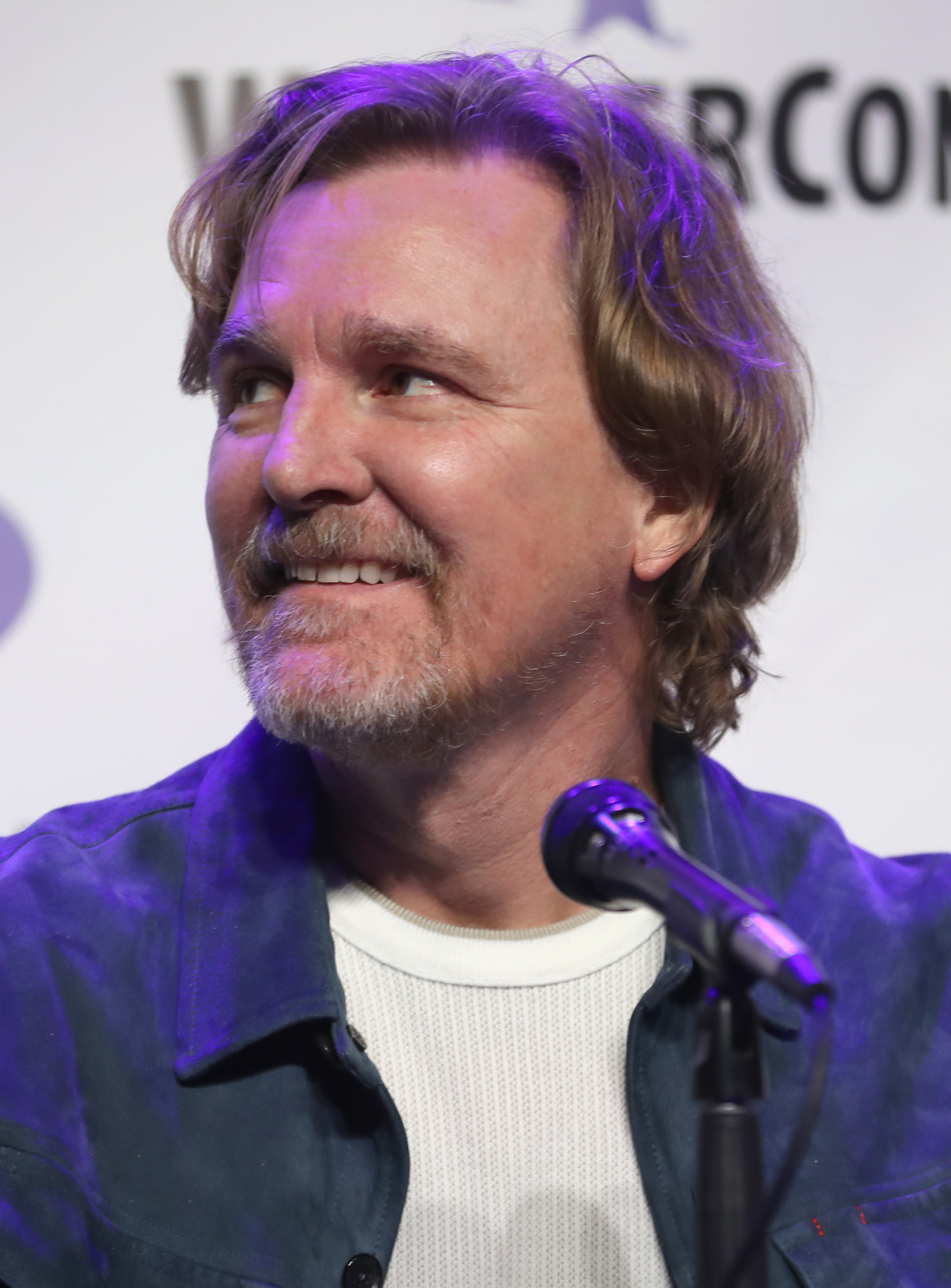
کریس شریدان در سال 2024

کریس شریدان (به انگلیسی: Chris Sheridan) نویسنده، تهیه‌کننده تلویزیونی و صداپیشه آمریکایی است.